# Plavání na mistrovství Evropy v plaveckých sportech 2014
Závody v plavání na mistrovství Evropy v plaveckých sportech za rok 2014 proběhly v Berlíně, Německo ve dnech 13. až 14. srpna 2014.

## Výsledky

### Individuální disciplíny
| Muži                 | Zlato                                        | Zlato    | Stříbro                        | Stříbro  | Bronz                                     | Bronz    |
| -------------------- | -------------------------------------------- | -------- | ------------------------------ | -------- | ----------------------------------------- | -------- |
| 50 m volný způsob    | Florent Manaudou (FRA)                       | 21,32    | Konrad Czerniak (POL)          | 21,88    | Ari-Pekka Liukkonen (FIN)                 | 21,93    |
| 100 m volný způsob   | Florent Manaudou (FRA)                       | 47,98    | Fabien Gilot (FRA)             | 48,36    | Luca Leonardi (ITA)                       | 48,38    |
| 200 m volný způsob   | Velimir Stjepanović (SRB)                    | 1:45,78  | Paul Biedermann (GER)          | 1:45,80  | Yannick Agnel (FRA)                       | 1:46,65  |
| 400 m volný způsob   | Velimir Stjepanović (SRB)                    | 3:45,66  | Andrea D'Arrigo (ITA)          | 3:46,91  | Jay Lelliott (GBR)                        | 3:47,50  |
| 800 m volný způsob   | Gregorio Paltrinieri (ITA)                   | 7:44,98  | Pál Joensen (FRO)              | 7:48,49  | Gabriele Detti (ITA)                      | 7:49,35  |
| 1500 m volný způsob  | Gregorio Paltrinieri (ITA)                   | 14:39,93 | Pál Joensen (FRO)              | 14:50,59 | Gabriele Detti (ITA)                      | 14:52,53 |
| 50 m znak            | Vladimir Morozov (RUS)                       | 24,64    | Jérémy Stravius (FRA)          | 24,84    | Christopher Walker-Hebborn (GBR)          | 25,00    |
| 100 m znak           | Christopher Walker-Hebborn (GBR)             | 53,32    | Jérémy Stravius (FRA)          | 53,64    | Jan-Philip Glania (GER)                   | 54,15    |
| 200 m znak           | Radosław Kawęcki (POL)                       | 1:56,02  | Christian Diener (GER)         | 1:57,16  | Gábor Balog (HUN)                         | 1:57,42  |
| 50 m motýlek         | Jevgenij Curkin (BLR) Florent Manaudou (FRA) | 23,00    | —                              | —        | Andrij Hovorov (UKR) Benjamin Proud (GBR) | 23,21    |
| 100 m motýlek        | Konrad Czerniak (POL)                        | 51,38    | László Cseh (HUN)              | 51,89    | Pavel Sankovič (BLR)                      | 51,92    |
| 200 m motýlek        | Viktor Bromer (DEN)                          | 1:55,29  | Bence Biczó (HUN)              | 1:55,62  | Paweł Korzeniowski (POL)                  | 1:55,74  |
| 50 m prsa            | Adam Peaty (GBR)                             | 27,00    | Giedrius Titenis (LTU)         | 27,34    | Damir Dugonjič (SLO)                      | 27,48    |
| 100 m prsa           | Adam Peaty (GBR)                             | 58,96    | Ross Murdoch (GBR)             | 59,43    | Giedrius Titenis (LTU)                    | 59,61    |
| 200 m prsa           | Marco Koch (GER)                             | 2:07,47  | Ross Murdoch (GBR)             | 2:07,77  | Giedrius Titenis (LTU)                    | 2:08,93  |
| 200 m polohový závod | László Cseh (HUN)                            | 1:58,10  | Philip Heintz (GER)            | 1:58,17  | Roberto Pavoni (GBR)                      | 1:58,22  |
| 400 m polohový závod | Dávid Verrasztó (HUN)                        | 4:11,89  | Roberto Pavoni (GBR)           | 4:13,75  | Federico Turrini (ITA)                    | 4:14,15  |
| Ženy                 | Zlato                                        | Zlato    | Stříbro                        | Stříbro  | Bronz                                     | Bronz    |
| 50 m volný způsob    | Francesca Halsallová (GBR)                   | 24,32    | Sarah Sjöströmová (SWE)        | 24,37    | Jeanette Ottesenová (DEN)                 | 24,53    |
| 100 m volný způsob   | Sarah Sjöströmová (SWE)                      | 52,67    | Femke Heemskerková (NED)       | 53,64    | Michelle Colemanová (SWE)                 | 53,75    |
| 200 m volný způsob   | Federica Pellegriniová (ITA)                 | 1:56,01  | Katinka Hosszúová (HUN)        | 1:56,69  | Femke Heemskerková (NED)                  | 1:56,81  |
| 400 m volný způsob   | Jazmin Carlinová (GBR)                       | 4:03,24  | Sharon van Rouwendaalová (NED) | 4:03,76  | Mireia Belmonteová (ESP)                  | 4:04,01  |
| 800 m volný způsob   | Jazmin Carlinová (GBR)                       | 8:15,54  | Mireia Belmonteová (ESP)       | 8:21,22  | Boglárka Kapásová (HUN)                   | 8:22,06  |
| 1500 m volný způsob  | Mireia Belmonteová (ESP)                     | 15:57,29 | Boglárka Kapásová (HUN)        | 16:03,04 | Martina Caramignoliová (ITA)              | 16:05,98 |
| 50 m znak            | Francesca Halsallová (GBR)                   | 27,81    | Georgia Daviesová (GBR)        | 27,82    | Mie Nielsenová (DEN)                      | 27,87    |
| 100 m znak           | Katinka Hosszúová (HUN) Mie Nielsenová (DEN) | 59,63    | —                              | —        | Georgia Daviesová (GBR)                   | 59,74    |
| 200 m znak           | Duane Da Rochaová (ESP)                      | 2:09,37  | Lizzie Simmondsová (GBR)       | 2:09,66  | Darija Ustinovová (RUS)                   | 2:09,79  |
| 50 m motýlek         | Sarah Sjöströmová (SWE)                      | 24,98    | Jeanette Ottesenová (DEN)      | 25,34    | Francesca Halsallová (GBR)                | 25,39    |
| 100 m motýlek        | Jeanette Ottesenová (DEN)                    | 56,51    | Sarah Sjöströmová (SWE)        | 56,52    | Ilaria Bianchiová (ITA)                   | 57,71    |
| 200 m motýlek        | Mireia Belmonteová (ESP)                     | 2:04,79  | Judit Ignaciová (ESP)          | 2:06,66  | Katinka Hosszúová (HUN)                   | 2:07,28  |
| 50 m prsa            | Rūta Meilutisová (LTU)                       | 29,89    | Jennie Johanssonová (SWE)      | 30,52    | Moniek Nijhuisová (NED)                   | 30,64    |
| 100 m prsa           | Rikke Møller Pedersenová (DEN)               | 1:06,23  | Jennie Johanssonová (SWE)      | 1:07,04  | Arianna Castiglioniová (ITA)              | 1:07,36  |
| 200 m prsa           | Rikke Møller Pedersenová (DEN)               | 2:19,84  | Molly Renshawová (GBR)         | 2:23,82  | Jessica Vallová (ESP)                     | 2:24,08  |
| 200 m polohový závod | Katinka Hosszúová (HUN)                      | 2:08,11  | Aimee Willmottová (GBR)        | 2:11,44  | Lisa Zaiserová (AUT)                      | 2:12,17  |
| 400 m polohový závod | Katinka Hosszúová (HUN)                      | 4:31,03  | Mireia Belmonteová (ESP)       | 4:33,13  | Aimee Willmottová (GBR)                   | 4:34,69  |

### Štafety
| Muži                   | Zlato | Zlato   | Stříbro | Stříbro | Bronz | Bronz   |
| ---------------------- | --- | ------- | --- | ------- | --- | ------- |
| 4×100 m volný způsob   | Francie (FRA) (Mehdy Metella, Fabien Gilot, Florent Manaudou, Jérémy Stravius, (r)Grégory Mallet, (r)Clément Mignon)                                                                 | 3:11,64 | Rusko (RUS) (Andrej Grečin, Nikita Lobincev, Alexandr Suchorukov, Vladimir Morozov, (r)Sergej Fesikov, (r)Oleg Tichobajev)               | 3:12,67 | Itálie (ITA) (Luca Dotto, Marco Orsi, Luca Leonardi, Filippo Magnini, (r)Marco Belotti)                                                                                            | 3:12,78 |
| 4×200 m volný způsob   | Německo (GER) (Robin Backhaus, Yannick Lebherz, Clemens Rapp, Paul Biedermann) | 7:09,00 | Belgie (BEL) (Louis Croenen, Glenn Surgeloose, Emmanuel Vanluchene, Pieter Timmers, (r)Ken Cortens)                                      | 7:10,39 | Francie (FRA) (Jérémy Stravius, Yannick Agnel, Lorys Bourelly, Clément Mignon, (r)Théo Fuchs, (r)Grégory Mallet)                                                                   | 7:10,81 |
| 4×100 m polohový závod | Spojené království (GBR) (Christopher Walker-Hebborn, Adam Peaty, Adam Barrett, Benjamin Proud, (r)Ross Murdoch, (r)Stephen Milne)                                                   | 3:31,73 | Francie (FRA) (Jérémy Stravius, Giacomo Perez-Dortona, Mehdy Metella, Fabien Gilot, (r)Benjamin Stasiulis, (r)Grégory Mallet)            | 3:32,47 | Maďarsko (HUN) (László Cseh, Dániel Gyurta, Bence Pulai, Dominik Kozma) | 3:33,11 |
| Ženy                   | Zlato | Zlato   | Stříbro | Stříbro | Bronz | Bronz   |
| 4×100 m volný způsob   | Švédsko (SWE) (Michelle Colemanová, Magdalena Kurasová, Louise Hanssonová, Sarah Sjöströmová)                                                                                        | 3:35,82 | Nizozemsko (NED) (Inge Dekkerová, Maud van der Meerová, Esmee Vermeulenová, Femke Heemskerková)                                          | 3:36,26 | Itálie (ITA) (Alice Mizzauová, Erika Ferraioliová, Giada Galiziová, Federica Pellegriniová)                                                                                        | 3:37,63 |
| 4×200 m volný způsob   | Itálie (ITA) (Alice Mizzauová, Stefania Pirozziová, Chiara Masiniová Luccettiová, Federica Pellegriniová)                                                                            | 7:50,53 | Švédsko (SWE) (Michelle Colemanová, Louise Hanssonová, Sarah Sjöströmová, Stina Gardellová)                                              | 7:51,03 | Maďarsko (HUN) (Zsuzsanna Jakabosová, Evelyn Verrasztóová, Boglárka Kapásová, Katinka Hosszúová)                                                                                   | 7:54,23 |
| 4×100 m polohový závod | Dánsko (DEN) (Mie Nielsenová, Rikke Møller Pedersenová, Jeanette Ottesenová, Pernille Blumeová)                                                                                      | 3:55,62 | Švédsko (SWE) (Ida Lindborgová, Jennie Johanssonová, Sarah Sjöströmová, Michelle Colemanová, (r)Louise Hanssonová)                       | 3:56,04 | Spojené království (GBR) (Georgia Daviesová, Sophie Taylorová, Jemma Loweová, Francesca Halsallová, (r)Elizabeth Simmondsová, (r)Rebecca Turnerová)                                | 3:57,97 |
| Mix                    | Zlato | Zlato   | Stříbro | Stříbro | Bronz | Bronz   |
| 4×100 m volný způsob   | Itálie (ITA) (Luca Dotto, Luca Leonardi, Erika Ferraioliová, Giada Galiziová) | 3:25,02 | Rusko (RUS) (Andrej Grečin, Vladimir Morozov, Veronika Popovová, Margarita Něsterovová)                                                  | 3:25,60 | Francie (FRA) (Clément Mignon, Grégory Mallet, Anna Santamansová, Coralie Balmyová)                                                                                                | 3:27,02 |
| 4×100 m polohový závod | Spojené království (GBR) (Christopher Walker-Hebborn, Adam Peaty, Jemma Loweová, Francesca Halsallová, (r)Georgia Daviesová, (r)Ross Murdoch, (r)Adam Barrett, (r)Rebecca Turnerová) | 3:44,02 | Nizozemsko (NED) (Bastiaan Lijesen, Bram Dekker, Inge Dekkerová, Femke Heemskerková, (r)Wendy van der Zandenová, (r)Ilse Kraaijeveldová) | 3:45,93 | Rusko (RUS) (Vladimir Morozov, Vitalina Simonovová, Vjačeslav Prudnikov, Veronika Popovová, (r)Nikita Uljanov, (r)Grigorij Falko, (r)Svetlana Čimrovová, (r)Jelizaveta Bazarovová) | 3:47,34 |

## Medailová bilance
V plavání se rozdělilo celkem 42 sad medailí.
| Pořadí | Stát                     |       | Muži    | Muži  | Muži  |         | Ženy  | Ženy  | Ženy    |       | Mix   | Mix     | Mix   |  | Muži + Ženy + Mix | Muži + Ženy + Mix | Muži + Ženy + Mix | Celkem |
| Pořadí | Stát                     | Zlato | Stříbro | Bronz | Zlato | Stříbro | Bronz | Zlato | Stříbro | Bronz | Zlato | Stříbro | Bronz |  |                   |                   |                   | Celkem |
| ------ | ------------------------ | ----- | ------- | ----- | ----- | ------- | ----- | ----- | ------- | ----- | ----- | ------- | ----- |  | ----------------- | ----------------- | ----------------- | ------ |
| 1.     | Spojené království (GBR) |       | 4       | 3     | 4     |         | 4     | 4     | 4       |       | 1     | 0       | 0     |  | 9                 | 7                 | 8                 | 24     |
| 2.     | Dánsko (DEN)             |       | 1       | 0     | 0     |         | 5     | 1     | 2       |       | 0     | 0       | 0     |  | 6                 | 1                 | 2                 | 9      |
| 3.     | Maďarsko (HUN)           |       | 2       | 2     | 2     |         | 3     | 2     | 3       |       | 0     | 0       | 0     |  | 5                 | 4                 | 5                 | 14     |
| 4.     | Itálie (ITA)             |       | 2       | 1     | 5     |         | 2     | 0     | 4       |       | 1     | 0       | 0     |  | 5                 | 1                 | 9                 | 15     |
| 5.     | Francie (FRA)            |       | 4       | 4     | 2     |         | 0     | 0     | 0       |       | 0     | 0       | 1     |  | 4                 | 4                 | 3                 | 11     |
| 6.     | Švédsko (SWE)            |       | 0       | 0     | 0     |         | 3     | 6     | 1       |       | 0     | 0       | 0     |  | 3                 | 6                 | 1                 | 10     |
| 7.     | Španělsko (ESP)          |       | 0       | 0     | 0     |         | 3     | 3     | 2       |       | 0     | 0       | 0     |  | 3                 | 3                 | 2                 | 8      |
| 8.     | Německo (GER)            |       | 2       | 3     | 1     |         | 0     | 0     | 0       |       | 0     | 0       | 0     |  | 2                 | 3                 | 1                 | 6      |
| 9.     | Polsko (POL)             |       | 2       | 1     | 1     |         | 0     | 0     | 0       |       | 0     | 0       | 0     |  | 2                 | 1                 | 1                 | 4      |
| 10.    | Srbsko (SRB)             |       | 2       | 0     | 0     |         | 0     | 0     | 0       |       | 0     | 0       | 0     |  | 2                 | 0                 | 0                 | 2      |
| 11.    | Rusko (RUS)              |       | 1       | 1     | 0     |         | 0     | 0     | 1       |       | 0     | 1       | 1     |  | 1                 | 2                 | 2                 | 5      |
| 12.    | Litva (LTU)              |       | 0       | 1     | 2     |         | 1     | 0     | 0       |       | 0     | 0       | 0     |  | 1                 | 1                 | 2                 | 4      |
| 13.    | Bělorusko (BLR)          |       | 1       | 0     | 1     |         | 0     | 0     | 0       |       | 0     | 0       | 0     |  | 1                 | 0                 | 1                 | 2      |
| 14.    | Nizozemsko (NED)         |       | 0       | 0     | 0     |         | 0     | 3     | 2       |       | 0     | 1       | 0     |  | 0                 | 4                 | 2                 | 6      |
| 15.    | Faerské ostrovy (FRO)    |       | 0       | 2     | 0     |         | 0     | 0     | 0       |       | 0     | 0       | 0     |  | 0                 | 2                 | 0                 | 2      |
| 16.    | Belgie (BEL)             |       | 0       | 1     | 0     |         | 0     | 0     | 0       |       | 0     | 0       | 0     |  | 0                 | 1                 | 0                 | 1      |
| 17.    | Slovinsko (SLO)          |       | 0       | 0     | 1     |         | 0     | 0     | 0       |       | 0     | 0       | 0     |  | 0                 | 0                 | 1                 | 1      |
| 17.    | Ukrajina (UKR)           |       | 0       | 0     | 1     |         | 0     | 0     | 0       |       | 0     | 0       | 0     |  | 0                 | 0                 | 1                 | 1      |
| 17.    | Finsko (FIN)             |       | 0       | 0     | 1     |         | 0     | 0     | 0       |       | 0     | 0       | 0     |  | 0                 | 0                 | 1                 | 1      |
| 17.    | Rakousko (AUT)           |       | 0       | 0     | 0     |         | 0     | 0     | 1       |       | 0     | 0       | 0     |  | 0                 | 0                 | 1                 | 1      |
| Celkem | Celkem                   |       | 21      | 19    | 21    |         | 21    | 19    | 20      |       | 2     | 2       | 2     |  | 44                | 40                | 43                | 127    |